# Ivo Sanader
Ivo Sanader (anteriormente Ivica Sanader) (* Split, 8 de junio de 1953 - ) es un político croata. Fue primer ministro de Croacia. Asumió este cargo oficialmente el 23 de diciembre de 2003, designado por el presidente de la República luego de obtener el consentimiento del Parlamento croata mediante 88 votos a favor sobre un total de 152. Representa al partido político Cristiano-Demócrata HDZ. Su predecesor como primer ministro fue Ivica Račan. Sanader dimitió en forma abrupta el 1 de julio de 2009.

## Biografía
Nacido el 8 de junio de 1953 en Split. Sanader estudió en Roma e Innsbruck y obtuvo un doctorado en lenguas romances y Literatura comparada por la Universidad de Innsbruck, Austria. En 1991-1992 fue director del teatro de Split. Habla con fluidez cuatro idiomas extranjeros: inglés, francés, alemán e italiano. Está casado y tiene dos hijas. 
En 1992 se convirtió en miembro del Parlamento de Croacia (Sabor). Entre 1991 y 1993 fue Ministro de Ciencia y Tecnología. De 1993 a enero de 2002 fue (con una breve interrupción) Viceministro de Asuntos Exteriores de Croacia.
Alegando razones personales, dimitió el 1 de julio de 2009, aunque se cita en la prensa su frustración personal por no haber conseguido levantar el veto de Eslovenia para la integración de Croacia en la Unión Europea.

### Supuestas razones de su renuncia
Dados los graves problemas en la actual Croacia como la corrupción galopante a todo nivel, el nepotismo político desmedido y la falta de oportunidades para los jóvenes y personas de alta calificación, que no pueden desarrollarse profesionalmente por el ya mencionado nepotismo. Aparte, las cuestiones de la costa istriana y dálmata, que solo resisten los embates económicos a base de los servicios turísticos masivos, sin impulsar el desarrollo industrial de la región, este decide dar un paso al lado y tratar desde otros frentes el apuntar su lucha con fines aún desconocidos. Muchos croatas en el exterior le acusan de ser un político de mano débil, razón por la cual decide dejar su cargo como primer ministro de gobierno, y deja el paso a otros políticos supuestamente más capaces ante problemas que aún siguen sin resolverse.